# Золотницкий, Николай Иванович
Николай Иванович Золотницкий (род. 3.12.1829, дер. Первое Чурашево Чебоксарского уезда (ныне Мариинско-Посадского р-на Чувашии) — 14.05..1880, Казань, Казанская губерния) — российский чувашский лингвист, один из основоположников отечественного чувашского научного языкознания, тюрколог-компаративист, этнограф, педагог, общественный деятель.

## Биография
Родился в селе Первое Чурашево Чебоксарского уезда (ныне Мариинско-Посадского р-на Чувашии) Казанской губернии.
В 1851 году окончил филологический факультет Казанского университета.
Служил в Казанской палате государственных имуществ (1851-54), затем в палате госимуществ в городе Вятка (1855-65), там же при гимназии организовал воскресную школу и руководил ею.
В 1865 начал работать в Министерстве народного просвещения. В 1867 году получил назначение в Казанский учебный округ, был инспектором чувашских школ Казанского учеб. округа, а с 1875 работал в Казанской миссионерской школе.
Умер 14 мая 1880 года в Казани.

## Основные работы
- Золотницкий, Николай Иванович. Отрывки из чувашско-русского словаря. Казань, 1874. — 48 с.
- Золотницкий, Николай Иванович. Корневой чувашско-русский словарь, сравненный с языками и наречиями разных народов тюркского, финского и других племен. Казань, 1875. — 279 с.
- Золотницкий, Николай Иванович. По вопросу о способах образования чуваш. Казань, 1866. — 24 с.